# Muhammad al-Muʿtamid
Abu al-Qasim Muhammad al-Muʿtamid (in arabo محمد بن عباد المعتمد‎?; Beja, novembre/dicembre 1039 – Aghmat in Marocco, 16 ottobre o 11 dicembre 1095) fu il terzo ed ultimo regnante musulmano della dinastia degli Abbadidi (dal 1069 al 1091) sulla Taifa di Siviglia, in al-Andalus.

## Origine
Muhammad al-Muʿtamid era figlio di Abbad II al-Mu'tadid, appartenente alla famiglia araba degli Abbadidi, che secondo Ibn Khallikan's Biographical dictionary, 3 discendeva dai Lakhmidi, ultimi re di Al-Hira e, come riporta la The History Of The Mohammedan Dynasties In Spain Vol II, un suo avo, di nome Ittaf, originario di un paese nel deserto tra Siria ed Egitto, era giunto in al-Andalus, nel 741 e si era stabilito Tocina, nella zona di Siviglia.

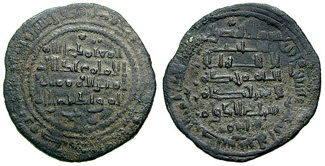
Dirham coniato durante il regno di Muḥammad al-Muʿtamid.

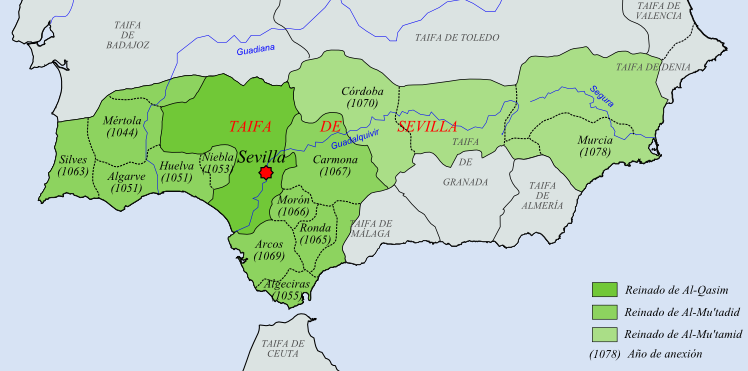
Taifa di Siviglia, nell'XI secolo

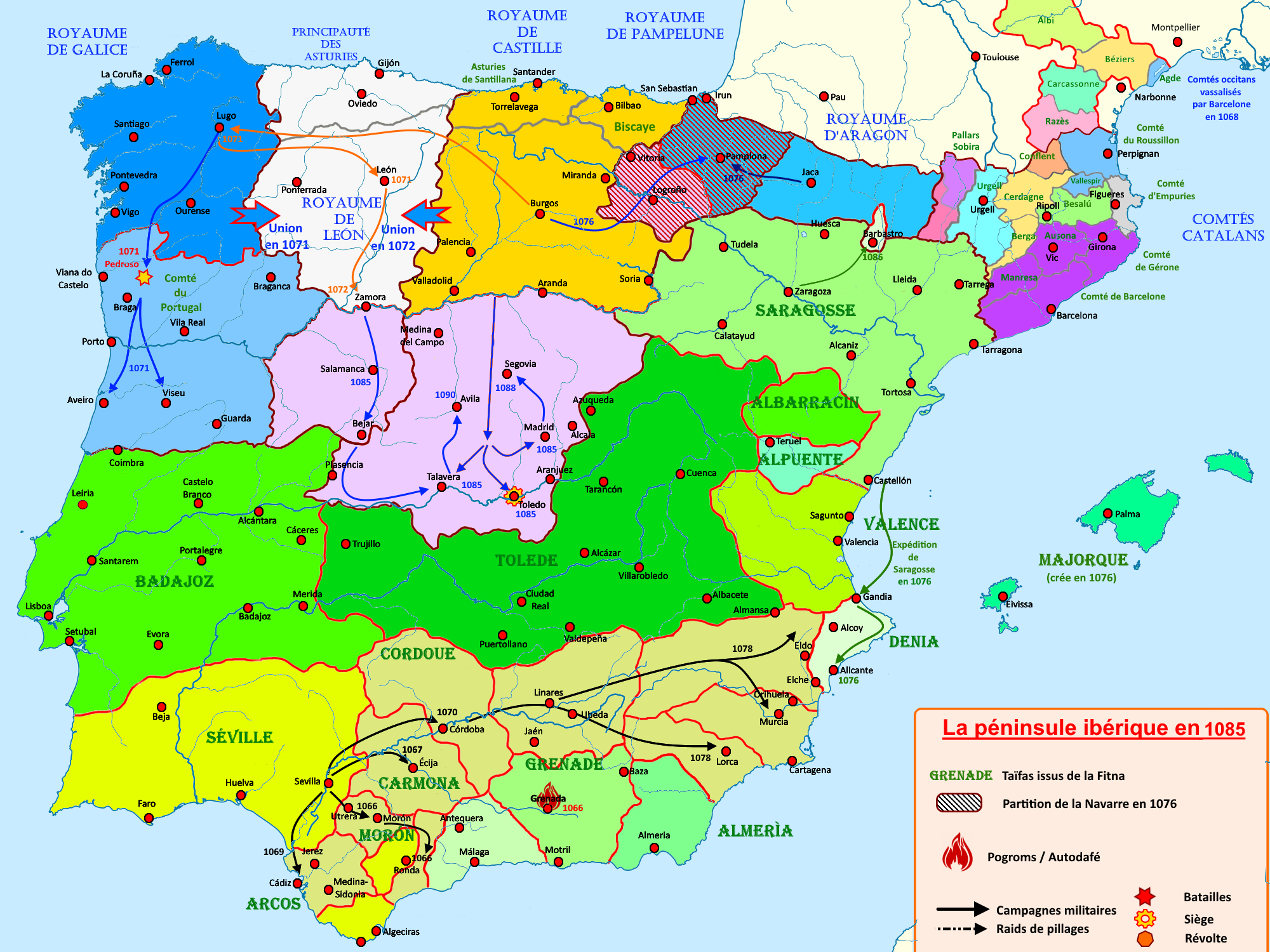
Taifa di Siviglia, nel 1085

## Biografia
Secondo figlio di Abbad II al-Mu'tadid, nato nel 1039, ne divenne erede quando il fratello maggiore fu messo a morte per ordine del padre per supposto tradimento. 
Ereditò dal padre il talento per la poesia ed il carattere spietato, oltre al trono di Siviglia. 
ʿAbbād II al-Muʿtaḍid morì il 28 marzo 1069, di morte naturale oppure avvelenato, secondo la Histoire des Almohades di d'Abd el- Wâh'id Merrâkechi. Secondo la History Of The Mohammedan Dynasties In Spain Vol II, morì nel maggio 1069 e gli succedette al trono il figlio Muhammad al-Muʿtamid.

### Le conquiste
Muhammad al-Muʿtamid, dopo essere succeduto al padre assunse il titolo di Al-mu'tamed 'ala-illah (colui che si affida a Dio) e viene descritto come un letterato.

Gran parte dell'al-Andalus cadde sotto la sua dominazione: ad ovest, portando a termine le conquiste del padre egli inglobò i territori compresi tra il basso corso dei fiumi Guadalquivir e Guadiana, le regioni attorno a Niebla, Huelva e l'isola fluviale di Saltes, Mértola e Silves (nel sud dell'attuale Portogallo); verso sud e sud-est le zone di Morón, Arcos, Ronda, Algeciras e Tarifa; verso nord e nord-est nel 1071 annesse ai suoi possedimenti la vicina taifa di Cordova, la perse nel 1075 ma la riconquistò nel 1076; inoltre annesse territori della Taifa di Toledo e terre a sud del Guadiana; infine, dopo aver conquistato le taife dell'Andalusia si rivolse a est, contro la taifa di Murcia conquistando, nel 1079, tutti i suoi territori; anche la The History Of The Mohammedan Dynasties In Spain Vol II riporta che la famiglia dei Beni Tahir governò Murcia sino a che Muhammad al-Muʿtamid, nel 1078, li spodestò.
Sotto la sua guida, il potere abbadide in al-Andalus crebbe ancora, mentre Siviglia raggiunse l'apice del proprio splendore artistico e culturale, eguagliando la Cordova del Califfato; questo perché l'inizio del suo regno coincise con il periodo delle guerre tra gli stati cristiani e tra i figli di Ferdinando I di Castiglia.

### Il declino e la caduta

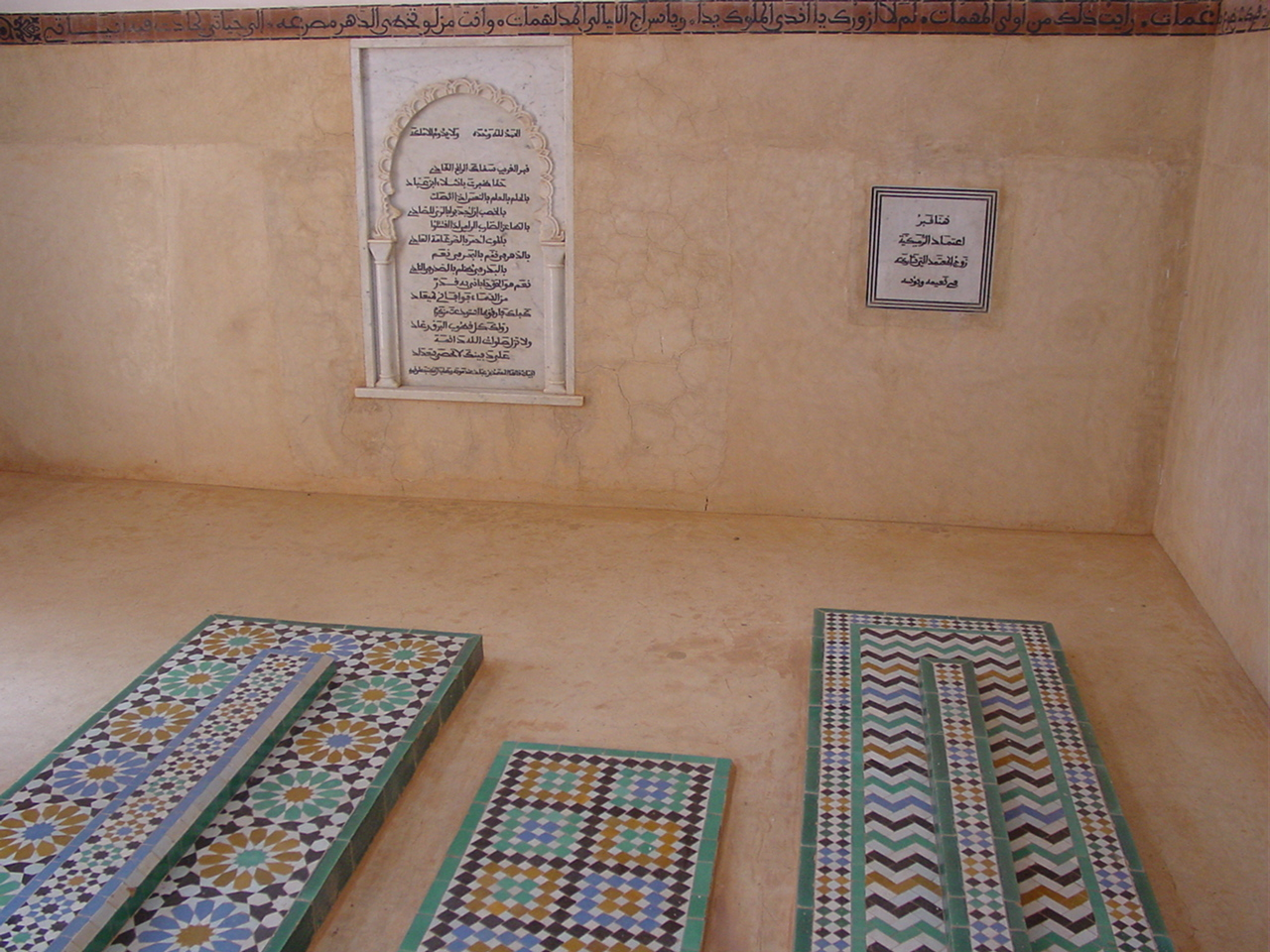
Tomba di al-Muʿtamid ad Aghmat, in Marocco.

Solo verso il 1080 il nuovo re di Castiglia, Alfonso VI, riprese gli attacchi contro il territorio di Siviglia e al-Muʿtamid, che divenne tributario della Castiglia.
Muhammad al-Muʿtamid, dopo che il Re di Castiglia Alfonso VI aveva conquistato Toledo, con i Re delle Taifa di Granada e Badajoz cercarono l'aiuto degli Almoravidi, come riporta lo storico Rafael Altamira; al-Muʿtamid si recò a Marrakech dal califfo, Yūsuf ibn Tāshfīn. 
Il Sultano del Marocco, Yūsuf Ibn Tāshfīn, sbarcò ad Algeciras e, nel 1086, sconfisse Alfonso VI nella battaglia di al-Zallaqa.
Quando, nel 1090, l'almoravide, Yūsuf ibn Tāshfīn, tornò in al-Andalus, e, come riporta Rafael Altamira iniziò ad occupare i vari regni di Taifa e nel 1091 costrinse al-Muʿtamid ad abdicare come riporta la The History Of The Mohammedan Dynasties In Spain Vol II. La Histoire des Almohades / d'Abd el- Wâh'id Merrâkechi, riporta che Rad'i, il figlio di al-Muʿtamid, che difendeva il castello di Ronda fu invitato dal padre ad arrendersi fu assassinato a tradimento dal generale Garur a cui si era consegnato, mentre Mo'tadd che governava Mértola fu trasferito in Maghreb, al seguito del padre, che fu imprigionato a Aghmat, dove morì dopo quattro anni, il 16 ottobre 1095. Così la dinastia Abbadide, dopo circa settant'anni, perse il controllo del regno di Siviglia.

### Il re-poeta
Al-Mu'tamid fu protettore dei poeti arabi di al-Andalus; in particolare fu mecenate e amante del poeta arabo andaluso Ibn Ammar: la loro relazione fu assai tormentata e finì quando al-Muʿtamid uccise il poeta con le sue stesse mani, per poi farlo seppellire con grandi onori.
Al-Muʿtamid stesso è considerato, a buon diritto, uno dei massimi poeti andalusi. Anche i poeti arabo-siciliani Ibn Hamdis e al-Ballanūbī furono suoi ospiti e amici.
Al-Muʿtamid fu inoltre suocero di Zayda, in seguito concubina o forse moglie di Alfonso VI di Castiglia, tramite suo figlio, Fatḥ al-Maʾmūn, governatore di Cordova, morto nella difesa della città, nel 1090.

### Fonti primarie
- (FR) d'Abd el- Wâh'id Merrâkechi, Histoire des Almohades, tradotto e annotado da E. Fagnan, 1893. Ospitato su Gallica.
- (EN) Pascual De Gayangos, The History Of The Mohammedan Dynasties In Spain, vol. II, 1843. Ospitato su Internet Archive.
- (EN) Ibn Khallikan's biographical dictionary, traduzione di William MacGuckin Slane, vol. 3, Oriental translation fund of Great Britain and Ireland. Ospitato su Internet Archive.
- (FR) R. Dozy, Histoire des Musulmans d'Espagne jusqu'a la conquete de l'Andalousie par les Almoravides (711-1110), vol. 4, E.J. Brill, 1861. Ospitato su Google libri.
- (ES) Henrique Flórez, España sagrada. Theatro geographico-historico de la iglesia de España, vol. XXIII, 2ª ed., 1799. Ospitato su Gallica.

### Letteratura storiografica
- Rafael Altamira, "Il califfato occidentale", in: «Storia del mondo medievale», Cambridge History of Middle Age, vol. II, 1999, pp. 477–515.]
- Rafael Altamira, La Spagna (1031-1248), in Storia del mondo medievale, vol. V, 1999,  pp. 865-896.
- La recomquista
- (FR) Ridha Souissi, Al Mutamid Ibn Abbad et son oeuvre poétique: étude des thèmes, Università di Tunisi, 1977.
- (EN) Raymond P. Scheindlin, Form and structure in the poetry of Al-Mutamid Ibn Abbad, Leida, Brill, 1974.
- (CA, ES) Miguel José Hagerty (a cura di), Poesia /Al-Mutamid, Barcellona, Antoni Bosch, 1979.
- (AR, ES) Ibn 'Abbãd Al-Mu'tamid, Poesías: antología bilingüe, a cura di María Jesús Rubiera Mata, Madrid, Instituto Hispano-Árabe de Cultura, 1982.
- (EN) Hugh Kennedy, Muslim Spain and Portugal: A Political History of al-Andalus, 6 dicembre 1996. Ospitato su Internet Archive.
- (EN) Louis Crompton, Homosexuality and Civilization, 2003, ISBN 0-674-01197-X.